# Mehmet Turgut
Mehmet Turgut (anhörenⓘ; geb. 2. Mai 1979 in Kayalık; gest. 25. Februar 2004 in Rostock) war eines der Opfer der Mordserie der terroristischen Vereinigung Nationalsozialistischer Untergrund (NSU). Der Kurde wurde erschossen, als er in einem Dönerimbiss in Rostock-Toitenwinkel arbeitete.

## Leben
Turgut hatte seit 1994 dreimal erfolglos in Deutschland Asyl beantragt. Er wohnte in Hamburg und zog wenige Wochen vor seinem Tod nach Rostock. Er hatte vier Geschwister.
Am 25. Februar 2004 kamen laut der Anklage im NSU-Prozess zwischen 10.10 Uhr und 10.20 Uhr Attentäter in den Imbiss Mr. Kebab und töteten Turgut durch drei Schüsse.
Die Kommission, die in den folgenden Monaten zum Mord ermittelte, verkündete bereits eine Woche nach dem Mord in einer Pressemitteilung: „Ein ausländerfeindlicher Hintergrund kann derzeit ausgeschlossen werden.“ Der Betreiber des Imbisses, in dem Turgut als Aushilfe arbeitete, berichtete, er sei von den Ermittlern wie ein Verdächtiger behandelt worden. Erst nach der Selbstenttarnung des NSU mussten die Behörden das rassistische Motiv des Mordes einräumen. 
In den Akten der Bundesanwaltschaft zum Mordfall wird Turgut unter dem Vornamen seines Bruders Yunus geführt, weil es zu Verwechslungen ihrer Pässe gekommen war.

## Gedenken
Am 25. Februar 2014 wurde am Tatort in Rostock-Toitenwinkel ein Gedenkort für Mehmet Turgut eingeweiht. Der Gedenkort besteht aus zwei sich versetzt gegenüberstehenden Betonbänken. Die Bänke sind so ausgerichtet, dass sie am 25. Februar um 10.20 Uhr in einer Achse zur Sonne stehen. Die gepflasterte Grundfläche symbolisiert den Imbiss, in welchem Mehmet Turgut tätig war. 